# Alexander Amatus Thesleff
Alexander Amatus Thesleff, född 16 november 1778 i Viborg, död där 15 november 1847, var en finländsk militär och ämbetsman. Han var farbror till Alexander Adam Thesleff och morfar till Arthur Thesleff.
Thesleff inträdde tidigt i rysk krigstjänst och deltog i de viktigaste slagen under Finska kriget år 1808–1809. Under tiden befordrades han till major vid generalstaben. Han deltog också under Napoleonkrigen år 1812–1814. År 1813 befordrades han till generalmajor. Han förordnades 1819 till chef för den ryska infanteridivisionen i Finland och utnämndes 1826 till generallöjtnant och 1841 till general i infanteriet.
Vid sidan av sin militära verksamhet fick han flera viktiga administrativa uppgifter. Han var 1828–1830 och 1832–1847 tillförordnad vicekansler vid Helsingfors universitet och 1833–1847 adjoint hos generalguvernören, vari ingick att vara talman i senaten. Åren 1832–1846 fick han ibland, under furst Mensjikoffs frånvaro, fungera som tillförordnad generalguvernör.
Thesleff har beskrivits som en välvillig och samvetsgrann man. Nordisk familjebok framhåller att "i Finlands förhållanden ingrep han icke på något avgörande sätt", vilket väl skall tolkas som att han lät finländarna styra sig själva utan överdriven rysk inblandning. Han hade 1812 erhållit finsk adlig värdighet. En gren av släkten Thesleff hade tidigare adlats i Sverige under namnet Stiernstedt.